# Westlife (álbum)
Westlife es el título del álbum debut de estudio homónimo grabado por la boy band irlandesa Westlife. Fue lanzado al mercado bajo los sellos discográficos RCA Records y BMG Music el 1 de noviembre de 1999. Se ubicó en el número 2 en las listas del Reino Unido, número 129 en la lista Billboard de Estados Unidos y número 15 de la australiana. En él se incluyen los sencillos "Swear it Again", "If I Let You Go", "Flying Without Wings", "Fool Again" y "Seasons In The Sun", todos ellos números uno en el Reino Unido.

## Lista de canciones
- Edición estándar

| Westlife |                                  |                                               |                                               |          |  |
| N.º      | Título                           | Escritor(es)                                  | Productor (es)                                | Duración |  |
| 1.       | «Swear it Again"»                | Steve Mac, Wayne Hector                       | Steve Mac                                     | 4:08     |  |
| 2.       | «If I Let You Go"»               | Bernard Löhr, David Kreuger, Per Magnusson    | Jörgen Elofsson, Per Magnusson, David Kreuger | 3:36     |  |
| 3.       | «Flying Without Wings"»          | Steve Mac                                     | Steve Mac, Wayne Hector                       | 3:33     |  |
| 4.       | «I Have a Dream"»                | B.Andersson, B.Ulvaeus                        | Daniel Frampton, Pete Waterman                | 4:07     |  |
| 5.       | «Fool Again"»                    | Jörgen Elofsson, Per Magnusson, David Kreuger | David Kreuger, Per Magnusson                  | 3:53     |  |
| 6.       | «No, No"»                        | Rami, Andreas Carlsson                        | Rami                                          | 3:11     |  |
| 7.       | «I Don't Wanna Fight"»           | Steve Mac, Wayne Hector                       | Steve Mac                                     | 5:02     |  |
| 8.       | «Change The World"»              | Topham, Twig, Ellington                       | TTW                                           | 3:11     |  |
| 9.       | «Moments"»                       | Steve Mac, Wayne Hector                       | Steve Mac                                     | 4:13     |  |
| 10.      | «Seasons In The Sun"»            | Brel, McKuen                                  | TTW                                           | 4:08     |  |
| 11.      | «I Need You"»                    | Rami, Andreas Carlsson, Max Martin            | Rami                                          | 3:46     |  |
| 12.      | «Miss You"»                      | Jake, Rami                                    | Jake, Rami                                    | 3:51     |  |
| 13.      | «More Than Words"»               | Gary Cherone, Nuno Bettencourt                | Steve Mac                                     | 3:53     |  |
| 14.      | «Open Your Heart"»               | Jake                                          | Jake,Andreas Carlsson                         | 3:38     |  |
| 15.      | «Try Again"»                     | David Kreuger, Per Magnusson                  | Jörgen Elofsson, Per Magnusson, David Kreuger | 3:35     |  |
| 16.      | «What I Want Is What I've Got"»  | Alexandra, Rami                               | Rami                                          | 3:29     |  |
| 17.      | «We Are One"»                    | Steve Mac, Wayne Hector, Alexandre Desplat    | Steve Mac                                     | 3:41     |  |
| 18.      | «Can't Lose What You Never Had"» | David Frank, Steve Kipner                     | David Frank, Steve Kipner                     | 4:25     |  |

- Edición asiática

El lanzamiento en Asia del álbum incluye algunas otras canciones, con un disco bonus. Este disco fue más tarde lanzado en UK/Irlanda cómo "Hits Números 1 y canciones raras".
| Westlife (Disco Bonus) Hits Números 1 y canciones raras |                                         |          |  |
| N.º                                                     | Título                                  | Duración |  |
| 1.                                                      | «I Have a Dream»                        | 4.09     |  |
| 2.                                                      | «On The Wings Of Love»                  | 3.22     |  |
| 3.                                                      | «Swear It Again» (Rokstone Mix)         | 4.49     |  |
| 4.                                                      | «If I Let You Go» (Extended Mix)        | 5.36     |  |
| 5.                                                      | «That's What It's All About»            | 3.26     |  |
| 6.                                                      | «Flying Without Wings» (A cappella Mix) | 3.25     |  |
| 7.                                                      | «Fool Again» (2000 Remix)               | 4.08     |  |

## Posición en las listas
| País           | Peak | Certificación |
| -------------- | ---- | ------------- |
| Filipinas      | 1    | -             |
| Irlanda        | 1    | -             |
| Noruega        | 1    |               |
| Reino Unido    | 2    | 4xPlatino     |
| Bélgica        | 5    | -             |
| Nueva Zelanda  | 5    | -             |
| Suecia         | 5    | -             |
| Países Bajos   | 8    | -             |
| Dinamarca      | 12   | -             |
| Australia      | 15   | -             |
| Suiza          | 25   | -             |
| Alemania       | 55   | -             |
| Estados Unidos | 129  | -             |

## Lanzamiento
| País           | Fecha                   |
| -------------- | ----------------------- |
| Reino Unido    | 8 de noviembre de 1999  |
| Australia      | 15 de noviembre de 1999 |
| Estados Unidos | 7 de diciembre de 1999  |
| Japón          | 5 de abril de 2000      |